# جاتا
بلدية جاتا (بالإسبانية: Gata)‏، هي بلدية تقع في مقاطعة قصرش والتي تقع في منطقة إكستريمادورا، غرب إسبانيا.
يبلغ عدد سكانها 1.846 نسمة وفقاً لإحصائية سنة (2002).